# Sauerländer Aktionsfront
Die Sauerländer Aktionsfront (SAF) ist eine rechtsextremistische Gruppierung aus dem Sauerland, die zeitweise als die „bedeutendste neonazistische Vereinigung Nordrhein-Westfalens“ galt.

## Entstehung und Aufbau
Die Aktionsfront entstand 1991 auf Initiative des Rechtsextremisten Thomas Fink aus der rechten Skinheadbewegung. Ab 1994 gab ein Mitglied der SAF das Skinmusik-Fanzine ‚Moonstomp‘ heraus. Auch andere Publikationen des Genres wie der ‚Siegener Bärenruf‘ (ab 1996) entstanden durch SAF-Aktivisten. Charakteristisch für die SAF war der weitgehende Verzicht auf feste Strukturen. Ein führendes Mitglied erklärte dazu Mitte der 1990er Jahre, es gebe „keine Kasse, keine Führer, keine Satzung, kein Finanzstatut. (...) Es gibt nur den Namen und eine ganze Menge politisch interessierter Einzelpersonen.“ Diese Organisationsform führte unter anderem dazu, dass die Mitglieder unter wechselnden Gruppennamen auftraten, z. B. als „Nationaler Widerstand Sauerland/Siegerland“. Die SAF agierte insbesondere in den Kreisen Siegen, Olpe und im Hochsauerlandkreis, war aber auch länderübergreifend aktiv und beteiligte sich bundesweit an Aktionen. Die Gruppe galt als militant, beispielsweise solidarisierte die Gruppe sich in ihrem Verbandsorgan „Freie Stimme“ 1997 mit dem Polizistenmörder Kay Diesner und bezeichnete ihn als „Kriegsgefangenen des Systems“. Auch der später wegen Mordes verurteilte Rechtsextremist Thomas Adolf gehörte damals zum Umfeld der SAF. Ebenso der Polizistenmörder Michael Berger.

## Führungswechsel
Thomas Fink kam 1992 bei einem Motorradunfall ums Leben, sein Nachfolger wurde Thomas Kubiak. Im November 1997 starben mit Kubiak und Andree Zimmermann die beiden damaligen Führungsfiguren der SAF bei einem Autounfall, als sie auf der A 1 bei Vechta nachts ungebremst in einen unbeleuchteten Sattelzug rasten. Bei dem Unfall verstarb auch der Mitgründer des rechtsextremen Donner Versandes, Harald Theodor Mehr. Bei der Beerdigung der SAF Aktivisten wurden auch Hakenkreuzfahnen ins Grab gelegt und Sieg-Heil-Rufe skandiert. Anwesend waren dabei hochrangige Neonazi-Kader, darunter Vertreter des "Thüringer Heimatschutzes", der Neonazi-Liedermacher Frank Rennicke, Christian Worch sowie Siegfried Borchardt.
Kurz darauf übernahm Daniela Wegener die Führung der SAF. Seit dem Jahr 2000 tritt die SAF meist als „Nationaler Widerstand Hochsauerland“ oder „Freie Nationalisten Sauerland/Siegerland“ in Erscheinung und zählt zu den Freien Kameradschaften im Rahmen des sogenannten Nationalen Widerstandes. 2002 wurden der SAF „bis zu ca. 70 mobilisierbare ‚Mitglieder‘“ zugeordnet. 2004 zählte der Verfassungsschutz etwa 15 Personen konkret zur Gruppe.

## Spätere Erkenntnisse
Im Zuge der Veröffentlichungen und Skandale um die Ermittlungen zum "Nationalsozialistischen Untergrund" (NSU) wurde bekannt, dass Zimmermann V-Mann des Verfassungsschutzes war. Das Bundeskriminalamt warnte 1997 den Verfassungsschutz vor dem Einsatz von V-Leuten an prominenter Stelle in der Neonazi-Szene und nannte Zimmermann als eines der Beispiele. Zeitweise wurde gegen die SAF wegen Bildung einer kriminellen Vereinigung ermittelt. Das Verfahren verlief aber im Sande – auch, weil der Geheimdienst seinen V-Mann über diese Ermittlungen informierte, danach habe das BKA „keine relevanten Gespräche“ mehr am Telefon mitschneiden können.